# Синтія Маккінні
Синтія Енн Маккинні (англ. Cynthia Ann McKinney; нар. 17 березня 1955, Атланта, США) — американський політичний діяч.
Кандидат в президенти від Партії зелених на виборах 2008 року в США, посіла шосте місце з 0,12 % голосів.
Член-демократ Палати представників Конгресу США (1993—2003, 2005—2007).